# Neobisium tarae
Neobisium tarae är en spindeldjursart som beskrevs av Curcic, Dimitrijevic, Tomic och Mitic 2007. Neobisium tarae ingår i släktet Neobisium och familjen helplåtklokrypare. Inga underarter finns listade i Catalogue of Life.